# François de Coligny d’Andelot

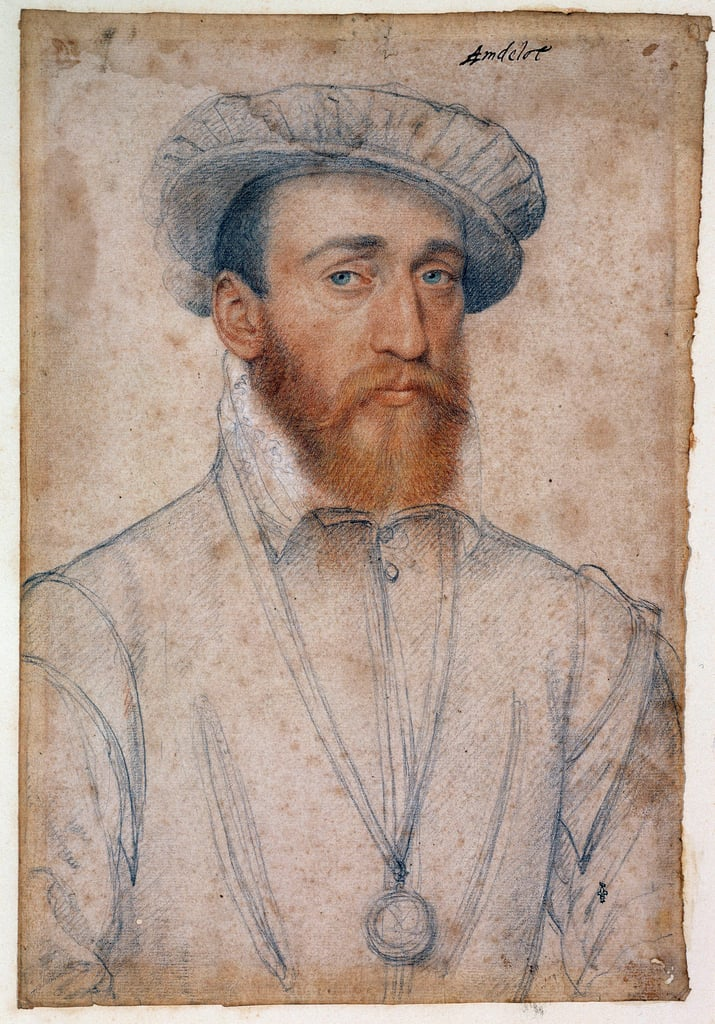
François d’Andelot portréja (François Clouet műhelye, 1555 k.)

François de Coligny d’Andelot (Châtillon-sur-Loing, 1521 – Saintes, 1569. május 29.), Coligny admirális öccse, a hugenotta párt egyik legfontosabb hadvezére volt a francia vallásháborúkban.
I. Gaspard de Coligny marsall és Louise de Montmorency legkisebb, negyedik fia a châtilloni családi kastélyban nevelkedett fivéreivel, a fiatalon meghalt Pierre-rel, a később bíborossá avatott Odet-val és az admiralitásig jutó Gaspard-ral együtt a humanista Nicolas Bérault, Rotterdami Erasmus és Guillaume Budé levelezőtársa keze alatt. Atyjuk 1522-ben hunyt el, és édesanyjuk – Anne de Montmorency, a befolyásos connétable húga – 1530-ban Ausztriai Eleonóra udvarhölgye lett, így felkerültek a párizsi udvarba, ahol további klasszikus neveltetésben részesültek I. Ferenc gyermekeivel.
Pártfogójuk és nagybátyjuk, Montmorency 1541-es kegyvesztése nem befolyásolta helyzetüket az udvarban. François, Andelot hűbérura, Gaspard bátyjához hasonlóan katonai karriert futott be, elsőként a király itáliai hadjáratain. Különösen jeleskedett az 1544-es ceresolei ütközetben, ahol Enghien grófja vitézségéért még a csatamezőn lovaggá ütötte. 1547-ben a gyalogság főszemlélője lett, ilyen minőségben a Skóciába menesztett haderőt vezette, amely Stuart Máriát, a zsenge korú királynőt védelmezte VIII. Henrik csapataival szemben.
Ebben az évben megint kitört az itáliai háború. D’Andelot ide visszatérve Parma városába vette be magát, és az egyik, ostromlók ellen intézett kirohanás során elfogták. Egészen 1556-ig, a vaucelles-i egyezmény megkötéséig Milánóban raboskodott, ahol sokat olvasott, és egyre vonzóbbnak találta a kálvini protestantizmus szellemiségét. Hazatérve a spanyolok ellen kitört háborúban vett részt, immár mint a gyalogság főparancsnoka (colonel-général). 1557-ben a Saint-Quentin-t védelmező bátyja felmentésére küldték, ám maga is az erődbe szorult, és bár hősiesen védekeztek, a vár elesett. Mindazonáltal d’Andelot megszökött a spanyol táborból, és csatlakozott a protestánsok nagy ellenfeléhez, François de Guise herceghez, és Calais ostrománál tüntette ki magát. (Pierre de Brantôme szerint Guise kijelentette: a világ meghódításához elég lenne Antoine d’Estrées, Strozzi és d’Andelot.)
Párizsba hazatérve a II. Henriknél élvezett befolyására féltékeny Guise-párt híresztelni kezdte protestáns szimpátiáját, amit heves vita során be is vallott. A király letartóztatta és Melun kastélyába zárta, ahonnan Montmorency közbenjárására szabadult csak ki. Nemsokára kitörtek a vallásháborúk. D’Andelot addigra már mindkét fivérét áttérítette, és a hugenották fővezéréül választott I. Louis de Bourbon-Condé egyik legelső támogatójaként jeleskedett.
Bár lázas volt, 1562-ben részt vett fivére oldalán a dreux-i ütközetben, majd a vereséget követően Orléans-t védelmezte Guise ellenében. Az ostrom a herceg 1563-as meggyilkolásával abbamaradt. A helyreállt belbékében a két párt közösen hódította vissza a nemrég hugenották által segítség fejében Angliának átjátszott Le Havre-ot, ám a beteges d’Andelot nem vehetett részt a harcban. 1567-ben feltehetően szerepet játszott a IX. Károly és Medici Katalin anyakirályné elfogására tervezett ún. meaux-i meglepetés megszervezésében. Ennek kudarcát követően Bretagne-ba vonult, ahol seregeket toborzott, majd levonult Anjouba, ahonnan a hadműveletek kitörése után átkelt a Loire-on, és betört Saintonge-ba. Itt több város elfoglalása után egyesült a többi hugenotta sereggel. Az Anjou hercegétől elszenvedett súlyos jarnaci vereség után a protestáns hadak maradékainak egy részével Saintes-be vonult vissza, ahol május 27-én súlyos lázroham vitte el. A protestáns táborban mérgezésre gyanakodtak.
Andelot uradalma Gaspard-ra szállt, az ő 1572-es meggyilkolását követően pedig annak fiára, Charles de Colignyra, akinek javára 1617-ben márkisággá emelték.

## Házassága, utódja
1547-ben Claudine de Rieux-t, Louis de Sainte-Maure joignyi gróf és nesle-i márki, valamint Guyonne lavali grófnő lányát vette feleségül. Gyermekük, Paul, XIV. Guy néven Laval grófja lett.